# Старости (Польща)
Старости (пол. Starosty, нім. Starosten) — село в Польщі, у гміні Велички Олецького повіту Вармінсько-Мазурського воєводства.
Населення — 31 особа (2011).
У 1975-1998 роках село належало до Сувальського воєводства.

## Демографія
Демографічна структура станом на 31 березня 2011 року:
|          | Загалом | Допрацездатний вік | Працездатний вік | Постпрацездатний вік |
| -------- | ------- | ------------------ | ---------------- | -------------------- |
| Чоловіки | 19      | 8                  | 11               | 0                    |
| Жінки    | 12      | 4                  | 8                | 0                    |
| Разом    | 31      | 12                 | 19               | 0                    |